# Le Cours
Le Cours (Gallo Le Córr, bretonisch Ar C'hour) ist eine französische Gemeinde mit 673 Einwohnern (Stand 1. Januar 2022) im Département Morbihan in der Region Bretagne.

## Geografie
Le Cours liegt rund 22 Kilometer nordöstlich von Vannes im Osten des Départements Morbihan.
Nachbargemeinden sind Saint-Guyomard im Norden, Molac im Osten, Larré im Süden, Elven im Südwesten und Westen sowie Trédion im Nordwesten.

## Geschichte
Die Gemeinde Le Cours entstand am 17. März 1932 durch Abtrennung von Molac.

## Bevölkerungsentwicklung
| Jahr                       | 1962 | 1968 | 1975 | 1982 | 1990 | 1999 | 2006 | 2019 |
| Einwohner                  | 456  | 421  | 400  | 378  | 351  | 401  | 491  | 672  |
| Quellen: Cassini und INSEE |      |      |      |      |      |      |      |      |

## Sehenswürdigkeiten

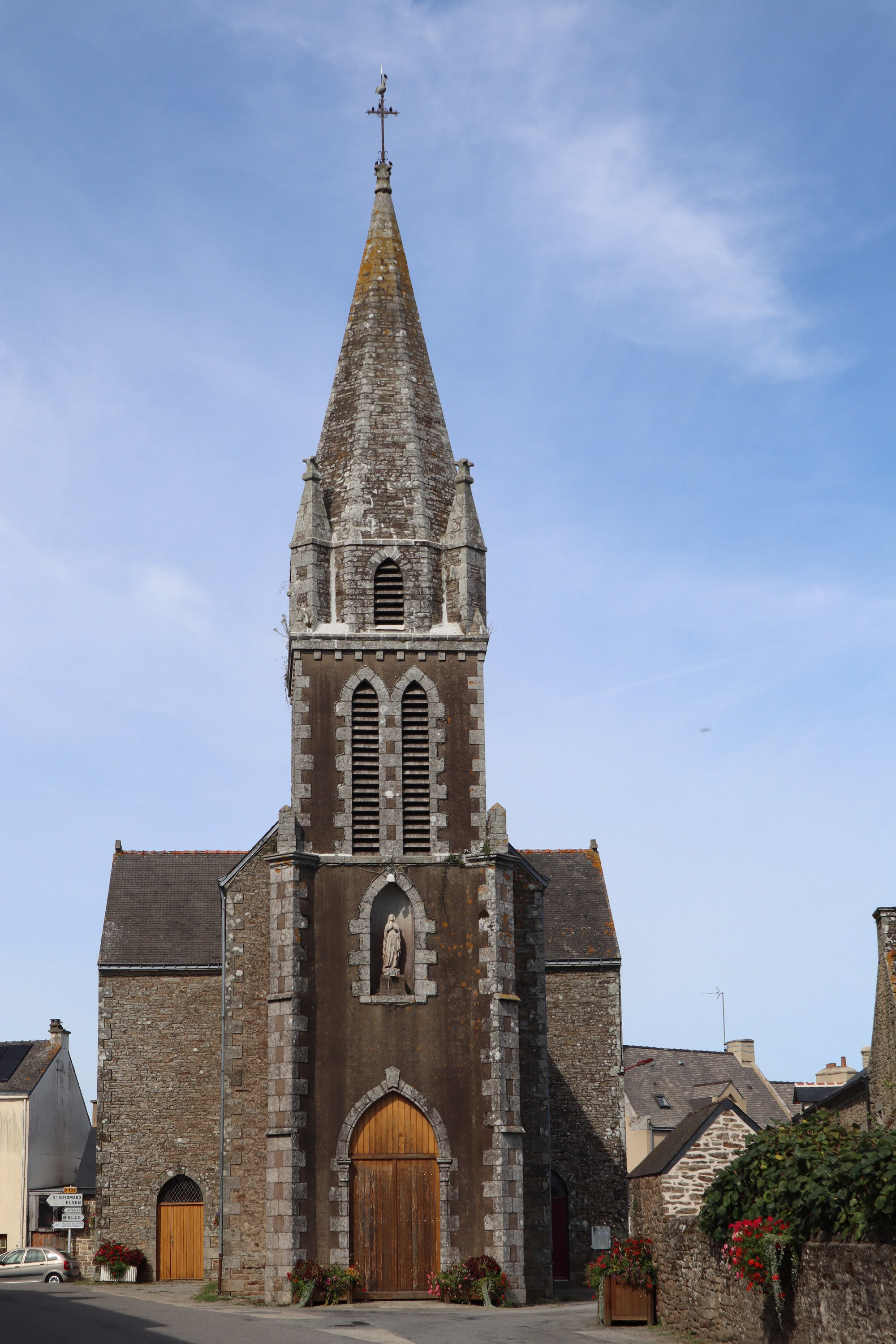
Kirche Notre-Dame

- Kirche Notre-Dame